# Дъвчене
Дъвченето е процес, чрез който храната се смачква и смила със зъби. Това е първият етап на храносмилането, който цели увеличаване на повърхността на храната, което да позволи по-ефикасното ѝ разграждане от ензимите. По време на дъвчене храната се позиционира от бузата и езика между зъбите, които я сдъвкват. Дъвкателните мускули движат челюстите, така че зъбите периодично да се допират. С дъвченето храната става по-мека и по-топла, а ензимите в слюнката започват да разграждат въглехидратите в храната. След като се сдъвче, храната се преглъща. Тя навлиза в хранопровода, а посредством перисталтика продължава към стомаха, където се случва вторият етап от храносмилането. Дъвченето е най-вече несъзнателно (полуавтономно) действие, но може да се осъществява и съзнателно.
Понякога, родителите сдъвкват храната на малките си, които не могат да го направят сами. Добитъкът и някои други преживни животни могат да връщат храната от търбусите си в устата си, за да я сдъвчат повторно с цел да извлекат още хранителни вещества.
Дъвченето е най-вече адаптация на растителноядните бозайници. Хищниците обикновено дъвчат малко или направо гълтат хапките цели.

## Хранене и здраве
Изследванията сочат, че несдъвчените месо и зеленчуци не се храносмилат, докато лойта, сиренето, рибата, яйцата и зърното не се нуждаят от дъвчене. Дъвченето стимулира слюноотделянето и увеличава сетивното възприемане на храната. Несдъвкването на храната може да доведе до леко недохранване, поради намаленото усвояване на плодовете и зеленчуците. Освен това, дъвченето стимулира Амоновия рог и е необходимо за поддържането на нормалната му функция.